# Téléassistance à domicile

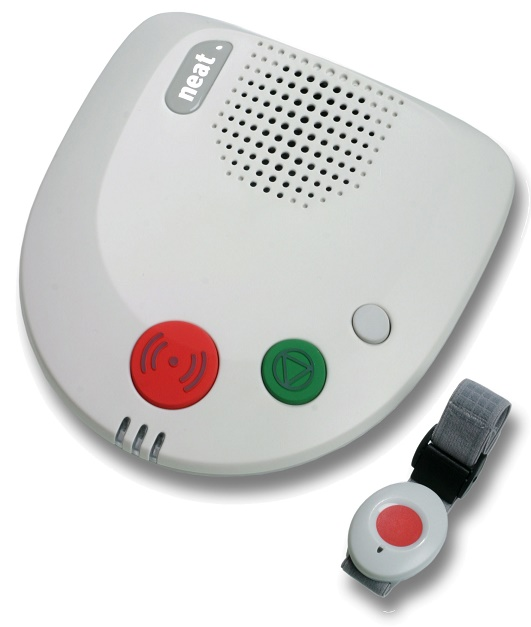
Bouton et boitier d'assistance à distance

La téléassistance à domicile, souvent abrégé en téléassistance, désigne les services de soutien à domicile des personnes dépendantes, âgées ou malades. 

## Histoire
Les services de téléassistance en France ont été originellement utilisés pour pallier l’isolement des personnes âgées. C’est l’association Delta 7 qui, dès 1974, installe les premiers systèmes de téléassistance.
La circulaire PAP 15 du 28 janvier 1977 introduit la notion de secteur géographique avec l’idée de maillage du territoire : « la mise en place de dispositifs qui impliquent le raccordement des personnes âgées isolées au réseau public (…) et la création de services de dialogue et d’assistance » en précisant que des « crédits d’État (équipement et fonctionnement) faciliteront également la mise en place des centres de dialogue et d’assistance. Ceux-ci permettront aux personnes âgées de prendre contact, à tout moment, avec un correspondant (…). Lorsque la manipulation d’un cadran classique de téléphone posera des difficultés, un dispositif adapté, voire la simple pression sur un bouton, pourra être envisagé. »
Les offres de téléassistance sont traditionnellement distribuées par des sociétés spécialisées dans la téléassistance, souvent filiales de sociétés d'assurance. Récemment, les canaux de distribution de la téléassistance se sont multipliés : réseaux bancaires, opérateurs téléphoniques, web. 

## Médaillon
La téléassistance aux personnes utilise historiquement un médaillon avec un bouton d’alerte qui communique avec un boitier raccordé au téléphone fixe. La personne porte le médaillon et peut appuyer sur le bouton pour que le centre de téléassistance appelle via le haut-parleur du boitier.
En 2015 (source de la dernière enquête publique), la téléassistance en France concernait environ 580 000 personnes abonnées à différents types de services, représentant un marché de 112 millions d'euros annuel. Toutefois, les acteurs du secteur constatent une hausse significative de la demande depuis 2023, correspondant à l'entrée des baby-boomers dans la tranche d'âge des plus de 80 ans.

### Assistance mobile
Aujourd'hui, des solutions mobiles permettent principalement de réaliser un accompagnement de la personne hors de son domicile, notamment par l'association d'un téléphone portable, géolocalisable ou non, et d'un service de téléassistance, ou apportent de nouveaux services comme la détection de mouvement ou la détection de chute (actimétrie), la visiophonie ou encore la téléprésence. De nouveaux services se développent autour de montres connectées couplées à des services de téléassistance spécialement adaptées pour les personnes âgées.

### Évolutions
Les changements de la société comme la réduction du nombre des aidants, l’allongement de la durée de vie, la diminution du nombre des professionnels de santé font que la téléassistance va prendre une place de plus en plus importante dans la vie de chacun, à la condition qu’elle réussisse à répondre aux défis du monde d’aujourd’hui que sont : la mobilité, la communication, le besoin toujours accru de sécurité…
Afin de maximiser la sécurité des personnes âgées en France, les organismes et familles ont souvent pris l'habitude d'installer une boite à clés sécurisée devant la propriété de ces personnes à mobilité réduite, afin de pouvoir entrer dans l'appartement en cas d'urgence.

### Systèmes d'accès automatisé pour secourir les personnes dépendantes
La téléassistance est une solution précieuse pour les personnes âgées ou dépendantes, mais pour garantir une prise en charge en cas d’urgence, il est crucial d’avoir une stratégie d’accès rapide pour les aidants, les services médicaux ou les proches. C'est là qu'une boîte à clés sécurisée joue un rôle essentiel.
Une boîte à clés permet de conserver un double des clés dans un espace protégé et accessible uniquement grâce à un code défini. Cette solution est particulièrement utile en situation de téléassistance, car elle élimine les retards dus à la recherche d’une clé ou au besoin de forcer une porte. Elles garantissent une sécurité optimale, tout en étant faciles à installer sur des surfaces solides au sein de l’habitat des personnes dépendantes.
Installer une telle boîte à clés à l’extérieur du domicile offre non seulement un accès rapide en cas de chute ou de malaise, mais aussi une tranquillité d’esprit pour les proches. Les bénéfices de cette solution ne s’arrêtent pas là, car elle simplifie également le quotidien des aides à domicile ou des professionnels de santé qui doivent intervenir régulièrement.
Choisir une boîte à clés robuste et fiable est donc un complément idéal à tout service de téléassistance. En sécurisant l’entrée dans les situations critiques, ces dispositifs contribuent à renforcer l’efficacité et la réactivité des systèmes d'aide à domicile. De plus en plus de foyers optent pour ce duo indispensable en 2025.

## Aides et financement
Selon ses revenus et ses conditions de dépendances, un adhérent de service de téléassistance peut bénéficier de l’APA (Allocation Personnalisée d’Autonomie) pouvant être attribuée aux personnes de plus de 60 ans et délivrée par le Conseil Départemental, ou en passant par le CCAS (Centre Communal d'Action Sociale) de la commune. Les services de téléassistance sont un métier éligible aux aides au titre des services à la Personne. Les utilisateurs de ce type de service peuvent donc bénéficier d’un crédit d’impôt à hauteur de 50% des dépenses en téléassistance.